# Elena Lasconi
Elena-Valerica Lasconi (Hațeg, Hunedoara, Rumunjska, 20. travnja 1972.) rumunjska je političarka, gradonačelnica Câmpulunga od 2020. godine, i bivša novinarka. Dana 26. lipnja 2024. postala je predsjednica Unije Spasimo Rumunjsku (USR) nakon pobjede na internim izborima sa 68,14 % glasova te kandidatkinja stranke za predsjednicu republike.